# Paraxylobates imitans
Paraxylobates imitans är en kvalsterart som beskrevs av Balogh och Sandór Mahunka 1969. Paraxylobates imitans ingår i släktet Paraxylobates och familjen Haplozetidae. Inga underarter finns listade i Catalogue of Life.